# Günther Hafenberg
Günther Hafenberg (* 3. April 1931 in Döbeln; † 28. Oktober 2017 in Zittau) war ein deutscher Basketball- und Volleyballspieler und -trainer.

## Leben und Karriere
Hafenberg studierte an der Deutschen Hochschule für Körperkultur, 1952 legte er dort seine Examensarbeit „Über die neuere Entwicklung des Basketballspiels: unter Auswertung des Erfahrungen des sowjetischen Trainers für Basketball“ vor. Als Basketballspieler der HSG Wissenschaft DHfK Leipzig wurde Hafenberg in die Nationalmannschaft der Deutschen Demokratischen Republik berufen, mit der er 1951 an einem internationalen Turnier in Berlin teilnahm.
Er wurde 1955 beruflich als Sportlehrer an der Fachschule für Energiewirtschaft in Zittau tätig, beim Verein Turbine Zittau gründete er am 1. September 1955 die Sektion Volleyball, war dort lange Spieler und Trainer, wurde ebenso Vorstandsmitglied des Vereins, war im Kreisvorstand des Deutschen Turn- und Sportbunds (DTSB) vertreten sowie als Funktionär im Basketball- und im Volleyballverband der DDR tätig. 1980 zeichnete ihn der Volleyballverband mit der Ehrennadel in Gold aus, Turbine Zittau verlieh Hafenberg 1986 die Goldene Ehrennadel, der DTSB überreichte ihm 1989 die Ehrennadel in Gold. Im Basketball stieg Zittaus Mannschaft unter Hafenberg als Trainer in die DDR-Liga auf. Im Volleyball war Hafenberg bis 1995 Spielertrainer in Zittau.